# Rober van der Vin
Rober van der Vin (Budel-Schoot, 30 oktober 1969) was een Nederlands wielrenner, die op professioneel niveau actief was tussen 1991 en 1993. In 1991 en 1992 was hij actief bij de Panasonic-Sportlife-ploeg van Peter Post. Zijn laatste jaar als professional reed hij bij de Belgische ploeg Willy Naessens. In dit jaar behaalde hij twee overwinningen, te weten in het wegcriterium van Affligem en in de Memorial Thijssen.